# Carl Erling
Bernhard Carl Erling (* 12. Juni 1857 in Bremen; † 3. Juli 1934 in Bremen) war ein deutscher Kaufmann und Unternehmer, er war 1897 Gründer der Bremer Rolandmühle.

## Biografie

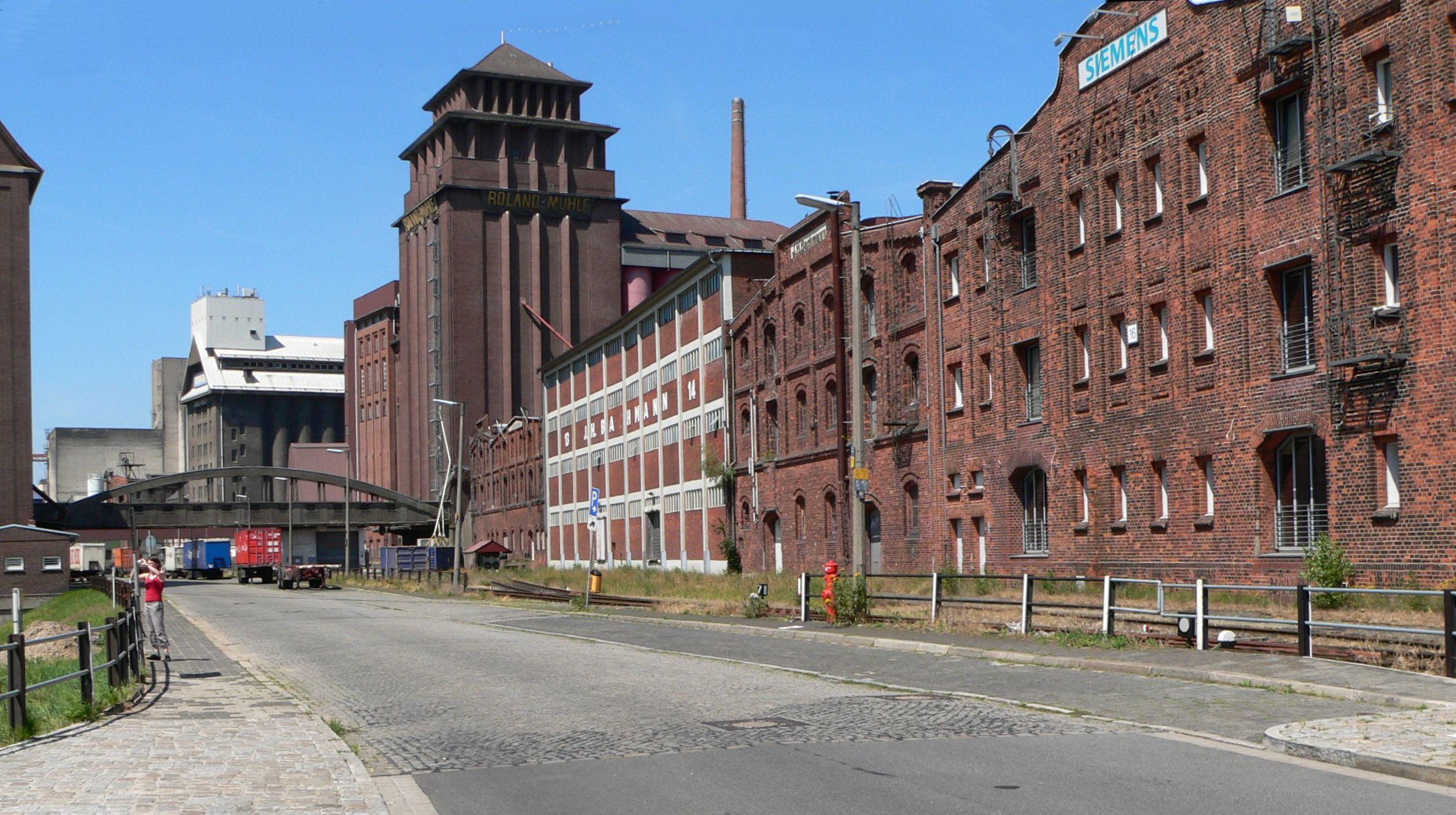
Rolandmühle

Erling war der Sohn des Müllers und Mühlenbaumeisters Johann Erling (1821–1884), dessen Familie 1801 aus den Niederlanden nach Bremen eingewandert war. Erling absolvierte eine kaufmännische Lehre und übernahm dann die von seinem Großvater Bernhard Erling und seinem Vater errichteten Mühlen: Die noch bestehende Herdentorsmühle in den Bremer Wallanlagen als Holländermühle von 1833, die Stephanitorsmühle als Holländermühle von 1846 (abgebrannt 1911) und die Dampfmühle von 1882 an der Tannenstraße in Vegesack. 1897 brannte die Dampfmühle ab.
Mit wachsendem wirtschaftlichen Erfolg reichten zudem Windmühlen nicht aus und so gründete er 1897 zum Neuaufbau einer großen Dampfmühle die Bremer Rolandmühle AG mit einem Aktienkapital von zunächst 1 Mio. Mark, welche die Rolandmühle am Fabrikhafen im Stadtteil Häfen errichtete und betrieb. 100 Tonnen importierter Weizen wurden anfänglich täglich zu Mehl verarbeitet und mit Binnen- und Seeschiffen abgesetzt. Die Mühle wurde ständig erweitert. Ihre Leistung konnte bis 1925 auf 800 Tonnen pro Tag gesteigert werden und der erste Siloturm entstand. Im gleichen Jahr betrug das Aktienkapital 5.015.000 Reichsmark. Erling richtete für die Mitarbeiter des Unternehmens eine Pensionskasse ein. Bis 1928 war er als Generaldirektor Vorstandsvorsitzender des Unternehmens.
Erling war in verschiedenen wohltätigen Vereinen engagiert, unter anderem beim Roten Kreuz in Bremen und im Kirchenvorstand der katholischen St.-Johannis-Gemeinde. Er ließ die Gedächtniskapelle der Kirche errichten und stiftete die Orgel.
Seine Söhne Hans Erling (1894–1950) und Carl Erling (1899–1970) übernahmen das Unternehmen.

## Ehrungen
- Der Erlingweg in Bremen-Walle wurde nach Carl Erling benannt.